# Gascoyne (Dakota Północna)
Gascoyne – miasto w Stanach Zjednoczonych, w stanie Dakota Północna, w hrabstwie Bowman.